# Centullus III van Béarn
Centullus III van Béarn (overleden in 1004) was van 984 tot aan zijn dood burggraaf van Béarn. Hij behoorde tot het huis Béarn.

## Levensloop
Centullus III was de zoon van burggraaf Gaston I van Béarn en diens onbekend gebleven echtgenote.
In 984 volgde hij zijn vader op als burggraaf van Béarn, een functie die hij uitoefende tot aan zijn dood in 1004. Over zijn regering is er vrijwel niets overgeleverd.
Met een onbekend gebleven echtgenote had Centullus III een zoon Gaston II (overleden in 1012), die hem opvolgde.